# Бегович, Божена
Боже́на Бегович (хорв. Božena Begović; 18 марта 1901, Сплит — 10 июня 1966, Загреб) — хорватская театральная актриса, писательница и переводчица.

## Биография
Дочь писателя Милана Беговича и пианистки Паулы Бегович-Горшетич. Окончила школу в Гамбурге, академию музыки и сценического искусства в Вене. Там начала свою актёрскую карьеру, а впоследствии выступала в Штайре, Дубровнике и Загребе. Занимала должность режиссёра в театре Дубровника (1924—1926), также стала первым диктором радио Загреба (1926). С начала работы на радио стала его ведущей, читала стихи, отрывки из романов и вела передачу для детей. С 1938 по 1941 годы возглавляла Общество хорватских писателей и была соавтором его альманаха. В 1945—1946 годы возглавляла Хорватский национальный театр.
Первые десять лет Божена писала стихи и рассказы на немецком, потом стала публиковать сразу на двух языках и к зрелости уже перешла на хорватский язык. В Институте славистики Граца сохранились её рассказы на немецком. Стихи на хорватском впервые опубликовала в 1923 году, издавая их в различных журналах: Dom i svijet, Vijenac, Hrvatska revija, Savremenik, Almanah, Hrvatski ženski list. Переводила на немецкий, чешский, французский языки и язык эсперанто творчество таких хорватских поэтов и писателей, как Марин Држич, Густав Крклец, Весна Парун, Миливой Славичек и многих других. Большая часть творчества Мирослава Крлежи была переведена Боженой на немецкий. С французского и немецкого она переводила Райнера Марию Рильке, Стефана Цвейга, Паулу Прерадович, Оноре де Бальзака, Ги де Мопассана, Роберта Музиля, Стендаля, Жана Ануя, Генриха фон Клейста и Антуана де Сент-Экзюпери.

## Творчество

### На немецком
- U mijeni vremena, 1917.-1921.
- Najdublji život, 1918.-1922.
- Romance ljubavi, 1918.-1922.
- Likovi, 1919.
- O Bogu, 1920.-1921.
- Drugima, 1922.
- Male skice u prozi
- Iznad naših snaga
- Toller
- Smrt Ahila, oko 1920.

### На хорватском
- Između jučer i sutra (drama). 1935.
- Lampioni (drama). 1937.
- O životu. Zagreb, 1939.
- Drug za druga. Zagreb, 1951.
- Stih — Proza — Teatar. Zagreb, 1974.
- O boli i o razumu. Zagreb, 2008.